# Anja Leue
Anja Leue (* 1977) ist eine deutsche Psychologin.

## Leben
Von 1995 bis 2001 studierte sie Psychologie an der TU Dresden. 2012 wurde sie Juniorprofessorin an der Universität Bonn, Klinik für Epileptologie und Institut für Psychologie. Nach der Habilitation 2014 an der Philosophischen Fakultät in Bonn (Venia legendi für das Fach Psychologie) wurde sie 2015 W3-Professorin für Psychologische Diagnostik, Differentielle und Persönlichkeitspsychologie im Institut für Psychologie an der Christian-Albrechts-Universität zu Kiel.

## Schriften (Auswahl)
- Zur Verstärkungssensitivität bei Sexualstraftätern und Nicht-Straftätern im Kontext der Reinforcement-Sensitivitäts-Theorie von J. A. Gray. Aachen 2005, ISBN 3-8322-4704-1.
- mit André Beauducel (Hrsg.): Psychologische Diagnostik. Göttingen 2014, ISBN 978-3-8017-2256-2.
- Psychophysiologische Konfliktkonzepte. Ein Mehrebenen-Ansatz mit differentiell-psychologischen und diagnostischen Implikationen. Aachen 2015, ISBN 978-3-8440-3426-4.